# Chharka
Chharka (en népalais : छर्क) est un comité de développement villageois du Népal situé dans le district de Dolpa. Au recensement de 2011, il comptait 746 habitants.